# El Puig (Sant Julià de Vilatorta)
El Puig és un mas format per un conjunt d'edificis als afores de Sant Julià de Vilatorta (Osona) catalogat a l'Inventari del Patrimoni Arquitectònic de Catalunya.

## Masia
Es tracta d'un edifici civil. La masia de planta en forma de L i envoltada per un mur que tanca la lliça. És coberta a dues vessants, la nord més curta que la sud, amb el carener perpendicular a la façana, situada a ponent. Es troba assentada sobre la roca viva, a ponent del Castell dels moros. A tramuntana hi ha un gran desnivell, indret on s'erigeixen uns murs molt alts. Consta de planta baixa, pis i golfes. La façana presenta un portal d'arc rebaixat, dues finestres al primer pis i un portal i una finestra a les golfes. A la part esquerra s'hi adossa un cos, que forma la L, que a nivell del primer pis presenta uns arcs rebaixats assentats sobre pilars damunt basaments i coronats per àbacs, tots de pedra. També s'obre un terradet. A migdia hi ha un portal que tanca el barri i unes espieres. A llevant hi ha unes obertures protegides per llangardaixos. A tramuntana es forma un terrat amb escultures de pedra. A l'extrem nord-est hi ha unes escaletes que menen al primer pis.
La masia es troba registrada en el Nomenclàtor de la Província de Barcelona de l'any 1892, on consta com a «CASERIO». Això no obstant les dates que presenta l'edifici són un xic més reculades, com ho demostra un carreu de la llinda del portal del barri (16--), no descartem la possibilitat que sigui traslladat d'un altre indret. El cos de porxos ja és posterior i duu la inscripció següent: P. F. C. 1879.

## Cabana
La cabana del Puig és també un edifici civil, de planta quadrada (7m × 7m), coberta a dues vessants amb el carener perpendicular a la façana, situada a migdia, davant d'una gran era de pedra viva i de lloses. Consta de PB i altell.
La façana presenta un portal d'arc rebaixat, amb una obertura al damunt amb la mateixa arcada. A llevant i a ponent s'hi obren petites espieres a nivell del ler.p.
L'escaire esquerre de la façana mostra un carreu datat. El ràfec en aquest sector té el voladís més ampli que a la resta de l'edificació.
A la part dreta de la planta s'hi adossa un cobert de totxo i uralita. L'estat de conservació és bo.
La història de la cabana va unida a la del mas en el qual s'hi observen diverses etapes constructives. Un carreu d'angle del cobert duu la data de 1780, per la situació d'aquest element, hem de pensar que es tracta d'un carreu tornat a aprofitar d'un altre indret.